# L'estate addosso (Original Motion Picture Soundtrack)
L'estate addosso (Original Motion Picture Soundtrack) è una colonna sonora del cantautore italiano Jovanotti, pubblicata il 2 settembre 2016 dalla Universal Music Group.

## Il disco
Si tratta della colonna sonora del film L'estate addosso del regista Gabriele Muccino, il cui titolo è ispirato all'omonimo singolo pubblicato da Jovanotti nel 2015. Riguardo alla concezione e alla realizzazione della colonna sonora, lo stesso Jovanotti ha dichiarato:
Ad anticipare la colonna sonora è stato il singolo Welcome to the World, interpretato dal cantante italiano Jaselli. Nel disco è presente inoltre Full of Life, versione in lingua inglese del singolo Pieno di vita interpretata dalla cantante statunitense Ashley Rodriguez e già presentata da Jovanotti l'8 luglio 2016.

## Tracce
1. Jovanotti – L'estate addosso – 3:54
2. Jovanotti – L'estate arriva – 3:04
3. Jovanotti – Variazioni estive – 1:15
4. Jovanotti – 3000 euro – 2:03
5. Jaselli – Welcome to the World – 3:48
6. Jovanotti – Sul lungomare del mondo – 2:50
7. Jovanotti – Sgangherata – 2:12
8. Jovanotti – Indie Summer – 3:07
9. Jovanotti – Beibee – 1:46
10. Jovanotti – Frisco Night – 1:57
11. Jovanotti – Beach bacio – 1:54
12. Jovanotti – Estate cubana – 1:28
13. Ashley Rodriguez – Full of Life – 3:32
14. Jovanotti – Playa Spiaggia Beach – 1:57
15. Jovanotti – New York addosso – 2:59
16. Jovanotti – L'estate della nostra vita – 2:46
17. Jovanotti feat. Jaselli – Feel the Summer on My Skin – 3:25

## Formazione
- Jovanotti – voce, programmazione
- Christian "Noochie" Rigano – pianoforte, sintetizzatore, organo Hammond, wurlitzer, programmazione
- Riccardo Onori – chitarra elettrica, acustica e classica, organo Hammond, sintetizzatore, wurlitzer, ukulele, basso, programmazione
- Saturnino – basso
- Jessey Murphy – basso
- Miles Artnzen – batteria
- Meianoite – percussioni
- Tamer Pinarbasi – qanun
- Marion Ross III – tromba
- Leo Virgili – trombone
- Ashley Rodriguez – voce (traccia 13)
- Jack Jaselli – voce (tracce 5 e 17)
- Max Elli – chitarra acustica (traccia 5 e 17), chitarra elettrica, basso e programmazione (traccia 17)